# Gmina Jedlińsk
Die Gmina Jedlińsk ist eine Landgemeinde im Powiat Radomski der Woiwodschaft Masowien in Polen. Sie hat etwa 14.600 Einwohner. Ihr Sitz ist das gleichnamige Dorf mit etwa 1750 Einwohnern.

## Geographie

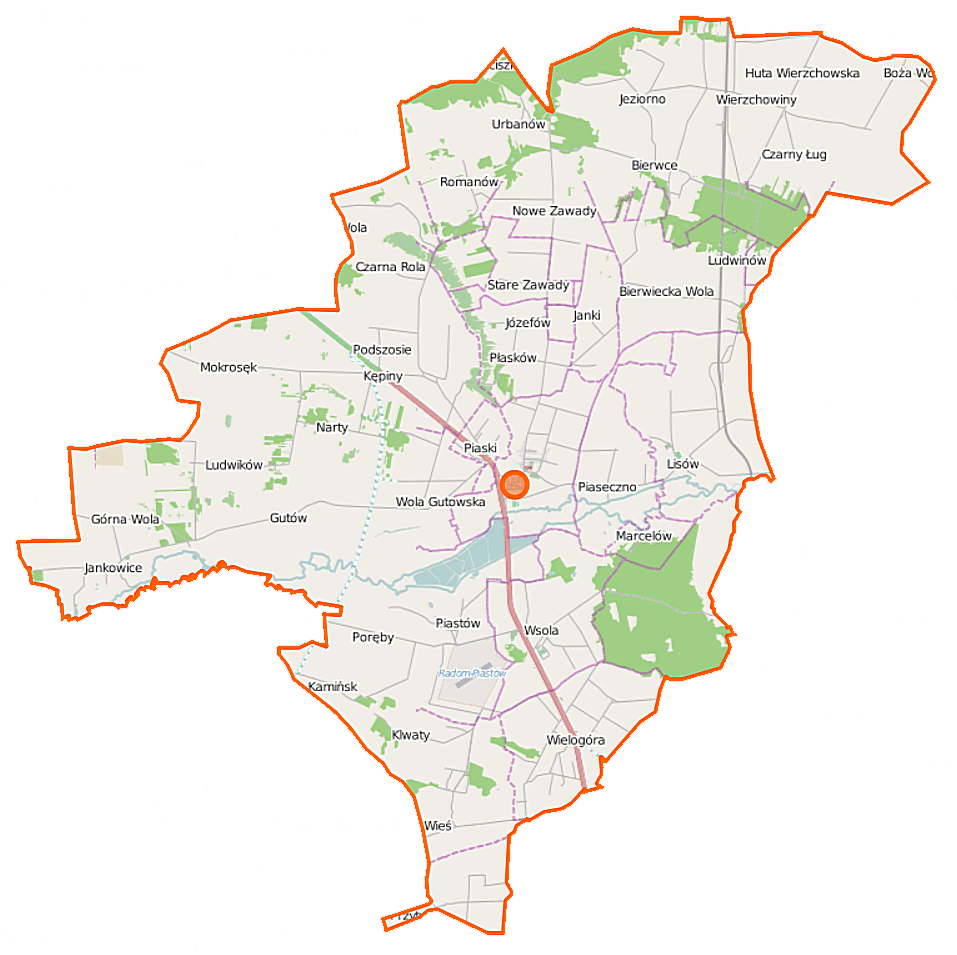
Karte des Gemeindegebiets

Die Gemeinde liegt im südlichen Teil der Woiwodschaft Masowien. Nachbargemeinden sind im Powiat Radomski Jastrzębia im Osten, die kreisfreie Großstadt Radom im Südosten, im Powiat Radomski Zakrzew im Südwesten, im Powiat Białobrzeski Stara Błotnica und Stromiec im Norden sowie im Powiat Kozienicki Głowaczów im Nordosten. Von der Fläche der Gemeinde werden 79 Prozent land- und 12 Prozent forstwirtschaftlich genutzt. Zu den Gewässern gehört die Radomka, die das Gemeindegebiet von West nach Ost durchzieht und zu zahlreichen Teichen aufgestaut wird. Bei Lisów mündet die Mleczna ein.

## Geschichte
Die Landgemeinde Jedlińsk wurde 1973 aus Gromadas wieder gebildet. Von 1975 bis 1998 wurde der Powiat aufgelöst und die Gemeinde kam zur Woiwodschaft Radom.
Jedlińsk ist eine ehemalige Stadt, deren Stadtrechte 1870 nach dem Januaraufstand entzogen wurden. Ehemaliger Sitz einer Landgemeinde war Jedlanka.

## Gliederung
Zur Gmina Jedlińsk gehören folgende 31 Dörfer mit einem Schulzenamt (sołectwo), denen 10 weitere Orte zugeordnet sind:
Bierwce
Bierwiecka Wola mit Godzisz und Obózek
Boża Wola
Czarny Ług mit Budki Wierzchowskie
Górna Wola
Gutów mit Bród
Janki mit Moczydło
Jankowice
Jedlanka mit Czarna Rola und Kępiny
Jedlińsk
Jeziorno
Kamińsk
Klwatka Szlachecka
Klwaty
Kruszyna
Lisów
Ludwików
Mokrosęk mit Gryzów
Narty
Nowa Wola
Nowe Zawady
Piaseczno
Piaski
Piastów
Płasków mit Józefów
Romanów
Stare Zawady
Urbanów
Wielogóra
Wierzchowiny
Wola Gutowska
Wsola mit Józefówek und Marcelów
Hinzu kommen die Siedlungen Jankowice-Kolonia (SIMC 0624769) und Klwaty-Ludwików (SIMC 0624901).

## Verkehr
Die Schnellstraße S7 (Europastraße 77) führt von Warschau nach Radom und Krakau. Vom Knoten Radom-Nord führt die Woiwodschaftsstraße DW735 über Jedlińsk nach Radom.
Die Haltepunkte Kruszyna und Wola Bierwicka sowie der Bahnhof Bartodzieje liegen an der Bahnstrecke Warschau–Krakau. Der nächste Fernbahnhof ist Radom Główny.
Der wichtigste internationale Flughafen ist Warschau, ein weiterer Flughafen ist Radom. Auf Gemeindegebiet liegt der Flugplatz Radom-Piastów (ICAO-Code  EPRP).